# بینی‌سران
بینی‌سَران (نام علمی: Sphenodontia یا Rhynchocephalia (پوزه‌سران)، یا Sphenodontida) راسته‌ای از خزندگان پولک‌سوسمار (Lepidosauria) هستند.
از این راسته تنها یک سرده (جنس) زنده بجا مانده به نام سوسمار پل‌دماغی (پُشت‌خاری). این راسته در دوره‌های باستانی دارای گونه‌ها و خانواده‌های بسیاری بوده‌است که پیشینه آنها تا دوران میان‌زیستی می‌رسیده‌است.